# Молей
Молей (норв. Måløy) — місто у Норвегії, адміністративний центр комуни Воґсей у фюльке Согн-ог-Ф'юране. Станом на 1 січня 2007 року населення міста склало 3003 чоловік, щільність 1444 людини на квадратний кілометр. Молей розташований на південно-східній частині острова Воґсей та пов'язаний з материком мостом. Це один з найбільш важливих рибальських портів в цьому регіоні. Містом Молей став у 1997 році.

## Історія
Молей був заснований як торговий центр на маленькому острові Moldøen, що знаходиться між островом Воґсей та материком. Оскільки торгівля розвивалась, місто поступово перемістилося на більший острів Воґсей, зберігши при цьому ім'я меншого острова. Інколи це призводить до плутанини, хоча острів сьогодні часто називають Lisje-Måløyna (маленький Молей) або Øyna (острів). Під час другої світової війни місто було використано в якості німецької прибережної фортеці. Захоплення і утримання міста десантно-диверсійною групою було однією з найважливіших цілей операції «Арчері» («Стрільба з лука») спеціальних підрозділів британських збройних сил в грудні 1941 року.

## Пам'ятки
На міській площі міста є пам'ятник місцевим жителям двох колишніх комун, полеглим під час Другої світової війни. Ще один пам'ятник, розташований в іншому місці міста, меморіал Мартіну Лінге, присвячений норвежцям, які загинули в ході операції «Арчері». Кілька вулиць у Молею мають назви, а більшість, особливо розташовані на схилі гори, тільки пронумеровані.

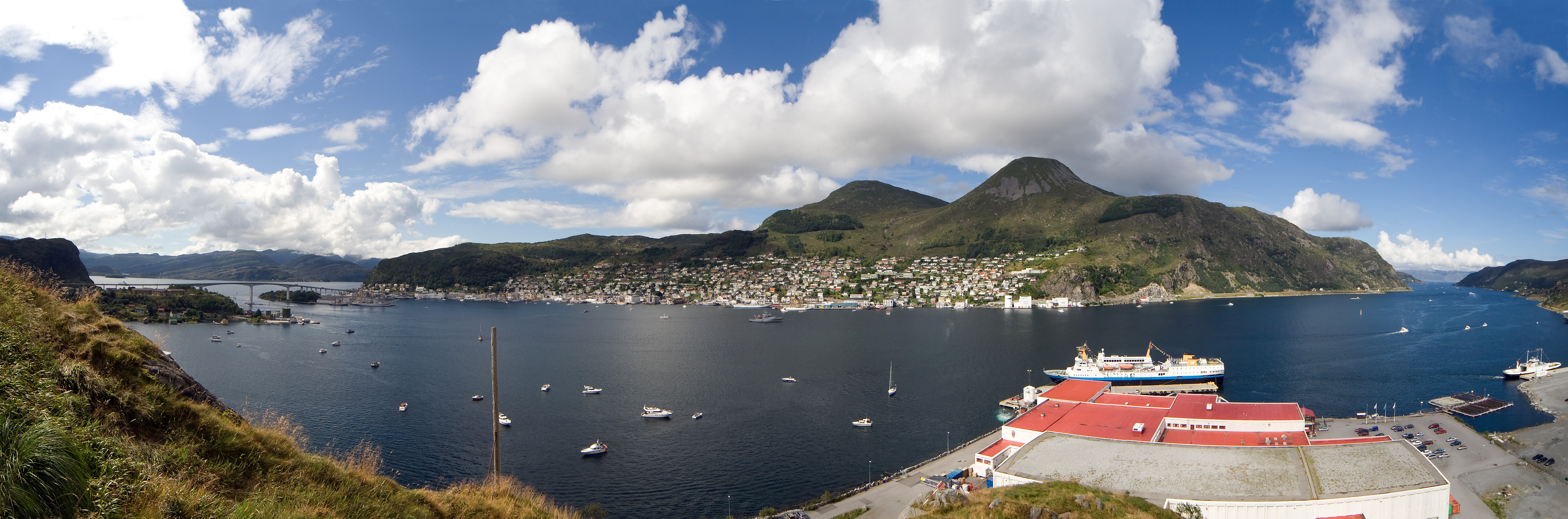
Панорама міста

## Культура
У місті щороку проходить фестиваль. З 28 липня до 4 серпня 2004 року тут проходила регата «The Tall Ships' Races». У місті є гімназія, кілька молодших класів середньої школи і початкових шкіл, розташованих в безпосередній близькості від міста. Найближчими закладами вищої освіти є губернські коледжі університетів, розташовані в комунах Согндал і Ферде, Олесуннський університетський коледж в Олесунні, а також університет Бергена в місті Берген.

### Спорт
Місцевий футбольний клуб є результатом злиття в 2002 році незалежних клубів «Торнадо» та «Молей». У клубу два стадіони, один з яких знаходиться в місті.

## Міста-побратими
- Лервік (Шотландія, Велика Британія)